# Крутько Микола Порфирович
 Мико́ла Порфи́рович Крутько́ (1899 — 23 березня 1938) — бандурист, учасник Шишаківської капели бандуристів під керівництвом Никифора Чумака.
1918-го вступив до місцевої "Просвіти", де навчився грати на бандурі, що стало його захопленням на все життя. Там, за його словами, зробився "справжнім націоналістом". Під час повстання проти гетьмана П. Скоропадського вступив до Першого Миргородського повстанського полку. 1920 року він вступив до потужнішої "Просвіти" в Баранівці, при якій священик УАПЦ О. Богаєвський і вчитель Івко створили драматичний та хоровий гуртки. Там Крутько вдосконалив свою техніку гри на бандурі і став управним виконавцем. 
У 1925 році в гості до батьків приїхав керівник Харківської капели бандуристів Степан Степанович Самсоненко. Послухавши гру Миколи Крутька, він запросив його до своєї капели. Разом із нею бандурист гастролював Україною, але через сімейні обставини згодом залишив капелу і повернувся додому, проте бажання грати в колективі не полишало його. У Шишаках М. Крутько познайомився з Н. Чумаком і вже разом із його капелою мандрував, але невдовзі також покинув її. Не останню роль у цьому відіграв важкий характер Чумака, який у побуті був нестримним, допускав грубощі в стосунках зі своїми товаришами, запізнювався на репетиції. У рідному селі Крутько вважався прибічником радянської влади: був членом комнезаму і одним з ініціаторів створення колгоспу імені Т. Шевченка, проте дуже скоро розчарувався в колективній праці під наглядом комуністів і вийшов із нього. 1930 року М. Крутька заарештували працівники Диканського райвідділу міліції, та через два тижні, не знайшовши складу злочину, відпустили.
Заарештовано 1.02.1938 року. Постановою Особливої трійки НКВС по Полтавській області від 21-23 березня 1938 року «за участь у контрреволюційній організації» згідно зі статею 54-10, 54-11 КК УРСР засуджено до вищої міри покрання — розстрілу. Присуд виконано 23.03. 1938 року о 23-00. Реабілітовано 12.03.1959 року.